# Gower (circonscription du Parlement britannique)
Ne doit pas être confondu avec Gower (circonscription du Senedd).
Pour les articles homonymes, voir Gower.
Circonscription parlementaire de la 

Chambre des communes
Gower est une circonscription parlementaire britannique située au pays de Galles.

## Membres du Parlement
| Élection | Élection | Membres           | Parti        | Portrait |
| -------- | -------- | ----------------- | ------------ | -------- |
|          | 1885     | Frank Yeo         | Libéral      |          |
|          | 1888     | David Randell     | Libéral      |          |
|          | 1900     | John Aeron Thomas | Libéral      |          |
|          | 1906     | John Williams     | Libéral      |          |
|          | 1909     | John Williams     | Labour       |          |
|          | 1922     | David Grenfell    | Labour       |          |
|          | 1959     | Ifor Davies       | Labour       |          |
|          | 1982     | Gareth Wardell    | Labour       |          |
|          | 1997     | Martin Caton      | Labour       |          |
|          | 2015     | Byron Davies      | Conservateur |          |
|          | 2017     | Tonia Antoniazzi  | Labour       |          |

## Élections

### Élections dans les années 2010
| Élections générales de 2017: Gower |                                   |                                   |        |       |       |
| Parti                              | Parti                             | Candidat                          | Votes  | %     | ±     |
|                                    | Labour                            | Tonia Antoniazzi                  | 22,727 | 49.9  | +12.8 |
|                                    | Conservateur                      | Byron Davies                      | 19,458 | 42.7  | +5.6  |
|                                    | Plaid Cymru                       | Harri Roberts                     | 1,669  | 3.7   | −3.5  |
|                                    | Libéral Démocrates                | Howard W. Evans                   | 931    | 2.0   | −1.6  |
|                                    | UKIP                              | Ross Ford                         | 642    | 1.4   | −9.8  |
|                                    | Pirate                            | Jason Winstanley                  | 149    | 0.3   | +0.3  |
| Majorité                           | Majorité                          | Majorité                          | 3,269  | 7.2   | N/A   |
| Participation                      | Participation                     | Participation                     | 45,576 | 73.49 | +4.3  |
|                                    | Labour vainqueur sur Conservateur | Labour vainqueur sur Conservateur | Swing  | +3.6  |       |

| Élections générales de 2015: Gower, |                                   |                                   |        |      |       |
| Parti                               | Parti                             | Candidat                          | Votes  | %    | ±     |
|                                     | Conservateur                      | Byron Davies                      | 15,862 | 37.1 | +5.1  |
|                                     | Labour                            | Liz Evans                         | 15,835 | 37.0 | -1.4  |
|                                     | UKIP                              | Colin Beckett                     | 4,773  | 11.2 | +9.6  |
|                                     | Plaid Cymru                       | Darren Thomas                     | 3,051  | 7.1  | +0.5  |
|                                     | Libéral Démocrates                | Mike Sheehan                      | 1,552  | 3.6  | −15.4 |
|                                     | Green                             | Julia Marshall                    | 1,161  | 2.7  | N/A   |
|                                     | Monster Raving Loony              | Baron Barnes Von Claptrap         | 253    | 0.6  | N/A   |
|                                     | Indépendant                       | Steve Roberts                     | 168    | 0.4  | N/A   |
|                                     | TUSC                              | Mark Evans                        | 103    | 0.2  | N/A   |
| Majorité                            | Majorité                          | Majorité                          | 27     | 0.1  | N/A   |
| Participation                       | Participation                     | Participation                     | 42,758 | 69.2 | +1.7  |
|                                     | Conservateur vainqueur sur Labour | Conservateur vainqueur sur Labour | Swing  | +3.2 |       |

| Élections générales de 2010: Gower, |                    |               |        |      |      |
| Parti                               | Parti              | Candidat      | Votes  | %    | ±    |
|                                     | Labour             | Martin Caton  | 16,016 | 38.4 | −4.0 |
|                                     | Conservateur       | Byron Davies  | 13,333 | 32.0 | +6.5 |
|                                     | Libéral Démocrates | Mike Day      | 7,947  | 19.1 | +0.6 |
|                                     | Plaid Cymru        | Darren Price  | 2,760  | 6.6  | −1.2 |
|                                     | BNP                | Adrian Jones  | 963    | 2.3  | N/A  |
|                                     | UKIP               | Gordon Triggs | 652    | 1.6  | −1.6 |
| Majorité                            | Majorité           | Majorité      | 2,683  | 6.4  | N/A  |
| Participation                       | Participation      | Participation | 41,671 | 67.5 | +2.1 |
|                                     | Labour hold        | Labour hold   | Swing  | −5.3 |      |

### Élections dans les années 2000
| Élections générales de 2005: Gower |                    |                  |        |      |      |
| Parti                              | Parti              | Candidat         | Votes  | %    | ±    |
|                                    | Labour             | Martin Caton     | 16,786 | 42.5 | −4.8 |
|                                    | Conservateur       | Mike Murray      | 10,083 | 25.5 | −2.0 |
|                                    | Libéral Démocrates | Nick Tregoning   | 7,291  | 18.4 | +6.3 |
|                                    | Plaid Cymru        | Sian Caiach      | 3,089  | 7.8  | −2.5 |
|                                    | UKIP               | Richard Lewis    | 1,264  | 3.2  | +3.2 |
|                                    | Green              | Rhodri Griffiths | 1,029  | 2.6  | +1.0 |
| Majorité                           | Majorité           | Majorité         | 6,703  | 17.0 | N/A  |
| Participation                      | Participation      | Participation    | 39,542 | 64.9 | +1.5 |
|                                    | Labour hold        | Labour hold      | Swing  | −1.4 |      |

| Élections générales de 2001: Gower |                    |                 |        |      |       |
| Parti                              | Parti              | Candidat        | Votes  | %    | ±     |
|                                    | Labour             | Martin Caton    | 17,676 | 47.3 | −6.5  |
|                                    | Conservateur       | John Bushell    | 10,281 | 27.5 | +3.7  |
|                                    | Libéral Démocrates | Sheila Waye     | 4,507  | 12.1 | −0.9  |
|                                    | Plaid Cymru        | Siân Caiach     | 3,865  | 10.3 | +5.2  |
|                                    | Green              | Tina Shrewsbury | 607    | 1.6  | N/A   |
|                                    | Socialist Labour   | Darran Hickery  | 417    | 1.1  | N/A   |
| Majorité                           | Majorité           | Majorité        | 7,395  | 19.8 | N/A   |
| Participation                      | Participation      | Participation   | 37,353 | 63.4 | −11.7 |
|                                    | Labour hold        | Labour hold     | Swing  | N/A  |       |

### Élections dans les années 1990
| Élections générales de 1997: Gower |                    |                   |        |      |       |
| Parti                              | Parti              | Candidat          | Votes  | %    | ±     |
|                                    | Labour             | Martin Caton      | 23,313 | 53.8 | +3.7  |
|                                    | Conservateur       | Alun Cairns       | 10,306 | 23.8 | −11.3 |
|                                    | Libéral Démocrates | Howard W. Evans   | 5,624  | 13.0 | +3.0  |
|                                    | Plaid Cymru        | D. Elwyn Williams | 2,226  | 5.1  | +1.6  |
|                                    | Referendum         | Richard D. Lewis  | 1,745  | 4.0  | N/A   |
|                                    | Indépendant        | Anthony G. Popham | 122    | 0.3  | N/A   |
| Majorité                           | Majorité           | Majorité          | 13,007 | 30.0 | +15.0 |
| Participation                      | Participation      | Participation     | 43,336 | 75.1 | −11.7 |
|                                    | Labour hold        | Labour hold       | Swing  | +7.5 |       |

| Élections générales de 1992: Gower, |                                |                       |        |      |      |
| Parti                               | Parti                          | Candidat              | Votes  | %    | ±    |
|                                     | Labour                         | Gareth Wardell        | 23,485 | 50.1 | +3.5 |
|                                     | Conservateur                   | Anthony L. Donnelly   | 16,437 | 35.1 | +0.6 |
|                                     | Libéral Démocrates             | Christopher G. Davies | 4,655  | 9.9  | −6.2 |
|                                     | Plaid Cymru                    | Adam Price            | 1,639  | 3.5  | +0.7 |
|                                     | Green                          | Brian Kingzett        | 448    | 1.0  | N/A  |
|                                     | Raving Loony Green Giant Party | Gerry P. Egan         | 114    | 0.2  | N/A  |
|                                     | Natural Law                    | Michael S. Beresford  | 74     | 0.2  | N/A  |
| Majorité                            | Majorité                       | Majorité              | 7,048  | 15.0 | +2.9 |
| Participation                       | Participation                  | Participation         | 46,852 | 81.9 | +1.2 |
|                                     | Labour hold                    | Labour hold           | Swing  | +1.5 |      |

### Élections dans les années 1980
| Élections générales de 1987: Gower |                   |                  |        |      |      |
| Parti                              | Parti             | Candidat         | Votes  | %    | ±    |
|                                    | Labour            | Gareth Wardell   | 22,139 | 46.6 | +8.5 |
|                                    | Conservateur      | Gerald Price     | 16,374 | 34.5 | −0.8 |
|                                    | Social Democratic | David Elliott    | 7,645  | 16.1 | -7.3 |
|                                    | Plaid Cymru       | Jonathan Edwards | 1,341  | 2.8  | −0.4 |
| Majorité                           | Majorité          | Majorité         | 5,765  | 12.1 | +9.3 |
| Participation                      | Participation     | Participation    | 47,498 | 80.7 | +2.0 |
|                                    | Labour hold       | Labour hold      | Swing  | N/A  |      |

| Élections générales de 1983: Gower |                   |                |        |      |     |
| Parti                              | Parti             | Candidat       | Votes  | %    | ±   |
|                                    | Labour            | Gareth Wardell | 16,972 | 38.1 | N/A |
|                                    | Conservateur      | A R T Kenyon   | 15,767 | 35.3 | N/A |
|                                    | Social Democratic | Gwynoro Jones  | 10,416 | 23.4 | N/A |
|                                    | Plaid Cymru       | N Williams     | 1,444  | 3.2  | N/A |
| Majorité                           | Majorité          | Majorité       | 1,205  | 2.8  | N/A |
| Participation                      | Participation     | Participation  | 44,599 | 78.7 | N/A |
|                                    | Labour hold       | Labour hold    | Swing  | N/A  |     |

| Élection partielle de 1982: Gower |                                       |                  |        |       |       |
| Parti                             | Parti                                 | Candidat         | Votes  | %     | ±     |
|                                   | Labour                                | Gareth Wardell   | 17,095 | 43.48 | -9.8  |
|                                   | Social Democratic                     | Gwynoro Jones    | 9,875  | 25.12 | +16.1 |
|                                   | Conservateur                          | Trefor Llewellyn | 8,690  | 22.10 | -8.4  |
|                                   | Plaid Cymru                           | Ieuan Owen       | 3,431  | 8.73  | +1.6  |
|                                   | Computer Democrat                     | John Donovan     | 125    | 0.32  | N/A   |
|                                   | Civil Rights/Welsh Political Prisoner | David Burns      | 103    | 0.26  | N/A   |
| Majorité                          | Majorité                              | Majorité         | 7,220  | 18.36 | -4.3  |
| Participation                     | Participation                         | Participation    | 39,319 | N/A   | N/A   |
|                                   | Labour hold                           | Labour hold      | Swing  | N/A   |       |

### Élections dans les années 1970
| Élections générales de 1979: Gower |               |                       |        |       |          |
| Parti                              | Parti         | Candidat              | Votes  | %     | ±        |
|                                    | Labour        | Ifor Davies           | 24,963 | 53.24 | -4.05    |
|                                    | Conservateur  | T Llewellyn           | 14,322 | 30.55 | = +10.29 |
|                                    | Libéral       | R Blakeborough-Pownal | 4,245  | 9.05  | -3.41    |
|                                    | Plaid Cymru   | E Thomas              | 3,357  | 7.16  | -2.83    |
| Majorité                           | Majorité      | Majorité              | 10,641 | 22.69 | -14.35   |
| Participation                      | Participation | Participation         | 46,887 | 80.80 | +3.86    |
|                                    | Labour hold   | Labour hold           | Swing  | N/A   |          |

| Élections générales d'octobre 1974: Gower |               |               |        |       |     |
| Parti                                     | Parti         | Candidat      | Votes  | %     | ±   |
|                                           | Labour        | Ifor Davies   | 25,067 | 57.29 | N/A |
|                                           | Conservateur  | DFR George    | 8,863  | 20.26 | N/A |
|                                           | Libéral       | R Owen        | 5,453  | 12.46 | N/A |
|                                           | Plaid Cymru   | M Powell      | 4,369  | 9.99  | N/A |
| Majorité                                  | Majorité      | Majorité      | 16,204 | 37.04 | N/A |
| Participation                             | Participation | Participation | N/A    | 76.94 | N/A |
|                                           | Labour hold   | Labour hold   | Swing  | N/A   |     |

| Élections générales de février 1974: Gower |               |               |        |       |     |
| Parti                                      | Parti         | Candidat      | Votes  | %     | ±   |
|                                            | Labour        | Ifor Davies   | 23,856 | 52.88 | N/A |
|                                            | Conservateur  | DFR George    | 8,780  | 19.46 | N/A |
|                                            | Libéral       | Clem Thomas   | 8,737  | 19.37 | N/A |
|                                            | Plaid Cymru   | JN Harris     | 3,741  | 8.29  | N/A |
| Majorité                                   | Majorité      | Majorité      | 15,076 | 33.42 | N/A |
| Participation                              | Participation | Participation | N/A    | 79.88 | N/A |
|                                            | Labour hold   | Labour hold   | Swing  | N/A   |     |

| Élections générales de 1970: Gower |               |                   |        |       |     |
| Parti                              | Parti         | Candidat          | Votes  | %     | ±   |
|                                    | Labour        | Ifor Davies       | 26,485 | 63.38 | N/A |
|                                    | Conservateur  | Michael J Carter  | 9,435  | 22.58 | N/A |
|                                    | Plaid Cymru   | Clifford G Davies | 5,869  | 14.04 | N/A |
| Majorité                           | Majorité      | Majorité          | 17,050 | 40.80 | N/A |
| Participation                      | Participation | Participation     | N/A    | 76.94 | N/A |
|                                    | Labour hold   | Labour hold       | Swing  | N/A   |     |

### Élections dans les années 1960
| Élections générales de 1966: Gower |               |                |        |       |     |
| Parti                              | Parti         | Candidat       | Votes  | %     | ±   |
|                                    | Labour        | Ifor Davies    | 29,910 | 77.16 | N/A |
|                                    | Conservateur  | David RO Lewis | 8,852  | 22.84 | N/A |
| Majorité                           | Majorité      | Majorité       | 21,058 | 54.33 | N/A |
| Participation                      | Participation | Participation  | N/A    | 77.94 | N/A |
|                                    | Labour hold   | Labour hold    | Swing  | N/A   |     |

| Élections générales de 1964: Gower |                                  |                   |        |       |     |
| Parti                              | Parti                            | Candidat          | Votes  | %     | ±   |
|                                    | Labour                           | Ifor Davies       | 27,895 | 71.02 | N/A |
|                                    | Conservateur et National Liberal | J Huw P Griffiths | 8,822  | 22.46 | N/A |
|                                    | Plaid Cymru                      | J. Gwyn Griffiths | 2,562  | 6.52  | N/A |
| Majorité                           | Majorité                         | Majorité          | 19,073 | 48.56 | N/A |
| Participation                      | Participation                    | Participation     | N/A    | 79.97 | N/A |
|                                    | Labour hold                      | Labour hold       | Swing  | N/A   |     |

### Élections dans les années 1950
| Élections générales de 1959: Gower |                                  |                   |        |       |     |
| Parti                              | Parti                            | Candidat          | Votes  | %     | ±   |
|                                    | Labour                           | Ifor Davies       | 27,441 | 66.89 | N/A |
|                                    | National Liberal et Conservateur | Michael Heseltine | 9,837  | 23.98 | N/A |
|                                    | Plaid Cymru                      | J. Gwyn Griffiths | 3,744  | 9.13  | N/A |
| Majorité                           | Majorité                         | Majorité          | 17,604 | 42.91 | N/A |
| Participation                      | Participation                    | Participation     | N/A    | 82.91 | N/A |
|                                    | Labour hold                      | Labour hold       | Swing  | N/A   |     |

| Élections générales de 1955: Gower |                                  |                     |        |       |     |
| Parti                              | Parti                            | Candidat            | Votes  | %     | ±   |
|                                    | Labour                           | David Rhys Grenfell | 26,304 | 68.25 | N/A |
|                                    | National Liberal et Conservateur | B Gwyther Jones     | 8,135  | 21.11 | N/A |
|                                    | Plaid Cymru                      | Chris Rees          | 4,101  | 10.64 | N/A |
| Majorité                           | Majorité                         | Majorité            | 18,169 | 47.14 | N/A |
| Participation                      | Participation                    | Participation       | N/A    | 76.78 | N/A |
|                                    | Labour hold                      | Labour hold         | Swing  | N/A   |     |

| Élections générales de 1951: Gower, |                                  |                     |        |       |     |
| Parti                               | Parti                            | Candidat            | Votes  | %     | ±   |
|                                     | Labour                           | David Rhys Grenfell | 32,661 | 75.93 | N/A |
|                                     | National Liberal et Conservateur | Rowe Harding        | 10,351 | 24.07 | N/A |
| Majorité                            | Majorité                         | Majorité            | 22,310 | 51.87 | N/A |
| Participation                       | Participation                    | Participation       | N/A    | 84.31 | N/A |
|                                     | Labour hold                      | Labour hold         | Swing  | N/A   |     |

| Élections générales de 1950: Gower |                                  |                     |        |       |     |
| Parti                              | Parti                            | Candidat            | Votes  | %     | ±   |
|                                    | Labour                           | David Rhys Grenfell | 32,564 | 76.13 | N/A |
|                                    | National Liberal et Conservateur | Rowe Harding        | 10,208 | 23.87 | N/A |
| Majorité                           | Majorité                         | Majorité            | 22,356 | 52.27 | N/A |
| Participation                      | Participation                    | Participation       | N/A    | 84.77 | N/A |
|                                    | Labour hold                      | Labour hold         | Swing  | N/A   |     |

### Élections dans les années 1940
| Élections générales de 1945: Gower |                  |                     |        |       |     |
| Parti                              | Parti            | Candidat            | Votes  | %     | ±   |
|                                    | Labour           | David Rhys Grenfell | 30,676 | 68.49 | N/A |
|                                    | Liberal National | John Aeron-Thomas   | 14,115 | 31.51 | N/A |
| Majorité                           | Majorité         | Majorité            | 16,561 | 36.97 | N/A |
| Participation                      | Participation    | Participation       | N/A    | 76.98 | N/A |
|                                    | Labour hold      | Labour hold         | Swing  | N/A   |     |

### Élections dans les années 1930
| Élections générales de 1935: Gower |               |                     |        |       |     |
| Parti                              | Parti         | Candidat            | Votes  | %     | ±   |
|                                    | Labour        | David Rhys Grenfell | 25,632 | 66.80 | N/A |
|                                    | National      | GC Hutchinson       | 13,239 | 33.20 | N/A |
| Majorité                           | Majorité      | Majorité            | 13,393 | 33.59 | N/A |
| Participation                      | Participation | Participation       | N/A    | 76.12 | N/A |
|                                    | Labour hold   | Labour hold         | Swing  | N/A   |     |

| Élections générales de 1931: Gower |               |                     |        |       |     |
| Parti                              | Parti         | Candidat            | Votes  | %     | ±   |
|                                    | Labour        | David Rhys Grenfell | 21,963 | 53.41 | N/A |
|                                    | Libéral       | Edgar Rees Jones    | 19,157 | 46.59 | N/A |
| Majorité                           | Majorité      | Majorité            | 2,806  | 6.82  | N/A |
| Participation                      | Participation | Participation       | N/A    | 83.52 | N/A |
|                                    | Labour hold   | Labour hold         | Swing  | N/A   |     |

### Élections dans les années 1920
| Élections générales de 1929: Gower |                    |                          |        |       |       |
| Parti                              | Parti              | Candidat                 | Votes  | %     | ±     |
|                                    | Labour             | David Rhys Grenfell      | 20,664 | 54.0  | −3.2  |
|                                    | Libéral            | Frederick William Davies | 11,055 | 28.9  | N/A   |
|                                    | Unioniste          | Alan Lennox-Boyd         | 6,554  | 17.1  | −25.7 |
| Majorité                           | Majorité           | Majorité                 | 9,609  | 25.1  | +10.7 |
| Participation                      | Participation      | Participation            | 38,273 | 79.6  | +4.1  |
| Électeurs Inscrits                 | Électeurs Inscrits | Électeurs Inscrits       | 48,060 |       |       |
|                                    | Labour hold        | Labour hold              | Swing  | +11.3 |       |

| Élections générales de 1924: Gower |                    |                          |        |      |      |
| Parti                              | Parti              | Candidat                 | Votes  | %    | ±    |
|                                    | Labour             | David Rhys Grenfell      | 15,374 | 57.2 | −1.9 |
|                                    | Unioniste          | Ernest Thomas Nethercoat | 11,516 | 42.8 | N/A  |
| Majorité                           | Majorité           | Majorité                 | 3,858  | 14.4 | −3.8 |
| Participation                      | Participation      | Participation            | 26,890 | 75.5 | +2.5 |
| Électeurs Inscrits                 | Électeurs Inscrits | Électeurs Inscrits       | 35,631 |      |      |
|                                    | Labour hold        | Labour hold              | Swing  | N/A  |      |

| Élections générales de 1923: Gower |                    |                     |        |      |      |
| Parti                              | Parti              | Candidat            | Votes  | %    | ±    |
|                                    | Labour             | David Rhys Grenfell | 14,771 | 59.1 | +4.9 |
|                                    | Libéral            | Lily Folland        | 10,219 | 40.9 | −4.9 |
| Majorité                           | Majorité           | Majorité            | 4,552  | 18.2 | +9.8 |
| Participation                      | Participation      | Participation       | 24,990 | 73.0 | −1.6 |
| Électeurs Inscrits                 | Électeurs Inscrits | Électeurs Inscrits  | 34,250 |      |      |
|                                    | Labour hold        | Labour hold         | Swing  | +4.9 |      |

| Élections générales de 1922: Gower |                    |                          |        |      |       |
| Parti                              | Parti              | Candidat                 | Votes  | %    | ±     |
|                                    | Labour             | David Rhys Grenfell      | 13,388 | 54.2 | −0.6  |
|                                    | Libéral            | Frederick William Davies | 11,302 | 45.8 | +0.6  |
| Majorité                           | Majorité           | Majorité                 | 2,086  | 8.4  | −1.2  |
| Participation                      | Participation      | Participation            | 24,690 | 74.6 | +12.4 |
| Électeurs Inscrits                 | Électeurs Inscrits | Électeurs Inscrits       | 33,084 |      |       |
|                                    | Labour hold        | Labour hold              | Swing  | −0.6 |       |

| Élection partielle de 1922: Gower |                    |                     |        |      |       |
| Parti                             | Parti              | Candidat            | Votes  | %    | ±     |
|                                   | Labour             | David Rhys Grenfell | 13,296 | 57.5 | +2.7  |
|                                   | Coalition Liberal  | D.H. Williams       | 9,841  | 42.5 | −2.7  |
| Majorité                          | Majorité           | Majorité            | 3,455  | 15.0 | +5.4  |
| Participation                     | Participation      | Participation       | 23,137 | 73.0 | +10.8 |
| Électeurs Inscrits                | Électeurs Inscrits | Électeurs Inscrits  | 31,679 |      |       |
|                                   | Labour hold        | Labour hold         | Swing  | +2.7 |       |

### Élections dans les années 1910
| Élections générales de 1918: Gower, |                    |                    |        |      |      |
| Parti                               | Parti              | Candidat           | Votes  | %    | ±    |
|                                     | Labour             | John Williams      | 10,109 | 54.8 | +0.0 |
|                                     | Libéral            | D H Williams       | 8,353  | 45.2 | +0.0 |
| Majorité                            | Majorité           | Majorité           | 1,756  | 9.6  | +0.0 |
| Participation                       | Participation      | Participation      | 18,462 | 62.2 | −5.8 |
| Électeurs Inscrits                  | Électeurs Inscrits | Électeurs Inscrits | 29,667 |      |      |
|                                     | Labour hold        | Labour hold        | Swing  | +0.0 |      |

Élection générale 1914/15:
Une élection générale devait avoir lieu avant la fin de 1915. Les partis politiques s'étaient préparés à la tenue d'élections et, en juillet 1914, les candidats suivants avaient été choisis;
- Labour:John Williams
- Libéral:
- Unioniste: Peter D Thomas[24]

| Élections générales de décembre 1910: Gower, |                    |                    |        |      |       |
| Parti                                        | Parti              | Candidat           | Votes  | %    | ±     |
|                                              | Labour             | John Williams      | 5,480  | 54.8 | −23.8 |
|                                              | Libéral            | WF Phillips        | 4,527  | 45.2 | N/A   |
| Majorité                                     | Majorité           | Majorité           | 953    | 9.6  | −47.6 |
| Participation                                | Participation      | Participation      | 10,007 | 68.0 | −12.5 |
| Électeurs Inscrits                           | Électeurs Inscrits | Électeurs Inscrits | 14,712 |      |       |
|                                              | Labour hold        | Labour hold        | Swing  | N/A  |       |

| Élections générales de janvier 1910: Gower, |                                                 |                                                 |        |       |       |
| Parti                                       | Parti                                           | Candidat                                        | Votes  | %     | ±     |
|                                             | Labour                                          | John Williams                                   | 9,312  | 78.6  | +35.8 |
|                                             | Unioniste                                       | Percy Reginald Owen Abel Simner                 | 2,532  | 21.4  | +4.2  |
| Majorité                                    | Majorité                                        | Majorité                                        | 6,780  | 57.2  | +54.4 |
| Participation                               | Participation                                   | Participation                                   | 11,844 | 80.5  | −2.5  |
| Électeurs Inscrits                          | Électeurs Inscrits                              | Électeurs Inscrits                              | 14,712 |       |       |
|                                             | Labour vainqueur sur Independent Liberal-Labour | Labour vainqueur sur Independent Liberal-Labour | Swing  | +15.8 |       |

### Élections dans les années 1900
| Élections générales de 1906: Gower, |                                           |                                           |        |      |       |
| Parti                               | Parti                                     | Candidat                                  | Votes  | %    | ±     |
|                                     | Independent Lib-Lab                       | John Williams                             | 4,841  | 42.8 | N/A   |
|                                     | Libéral                                   | Thomas Williams                           | 4,522  | 40.0 | −12.6 |
|                                     | Unioniste                                 | Ernest Helme                              | 1,939  | 17.2 | N/A   |
| Majorité                            | Majorité                                  | Majorité                                  | 319    | 2.8  | N/A   |
| Participation                       | Participation                             | Participation                             | 11,302 | 83.0 | +16.7 |
| Électeurs Inscrits                  | Électeurs Inscrits                        | Électeurs Inscrits                        | 13,624 |      |       |
|                                     | Independent Lib-Lab vainqueur sur Libéral | Independent Lib-Lab vainqueur sur Libéral | Swing  | N/A  |       |

| Élections générales de 1900: Gower, |                    |                    |        |      |       |
| Parti                               | Parti              | Candidat           | Votes  | %    | ±     |
|                                     | Libéral            | John Thomas        | 4,276  | 52.6 | −20.3 |
|                                     | Labour Repr. Cmte. | John Hodge         | 3,853  | 47.4 | N/A   |
| Majorité                            | Majorité           | Majorité           | 423    | 5.2  | −40.6 |
| Participation                       | Participation      | Participation      | 8,129  | 66.3 | −2.3  |
| Électeurs Inscrits                  | Électeurs Inscrits | Électeurs Inscrits | 12,267 |      |       |
|                                     | Libéral hold       | Libéral hold       | Swing  | N/A  |       |

### Élections dans les années 1890
| Élections générales de 1895: Gower, |                    |                          |        |      |     |
| Parti                               | Parti              | Candidat                 | Votes  | %    | ±   |
|                                     | Libéral            | David Randell            | 6,074  | 72.9 | N/A |
|                                     | Unioniste          | Charles Henry Glascodyne | 2,256  | 27.1 | N/A |
| Majorité                            | Majorité           | Majorité                 | 3,818  | 45.8 | N/A |
| Participation                       | Participation      | Participation            | 8,330  | 68.6 | N/A |
| Électeurs Inscrits                  | Électeurs Inscrits | Électeurs Inscrits       | 12,150 |      |     |
|                                     | Libéral hold       | Libéral hold             | Swing  | N/A  |     |

| Élections générales de 1892: Gower, |              |               |                 |                 |                 |
| Parti                               | Parti        | Candidat      | Votes           | %               | ±               |
|                                     | Libéral      | David Randell | Sans opposition | Sans opposition | Sans opposition |
|                                     | Libéral hold |               |                 |                 |                 |

### Élections dans les années 1880
| Élection partielle de 1888: Gower, |                    |                       |        |      |     |
| Parti                              | Parti              | Candidat              | Votes  | %    | ±   |
|                                    | Libéral            | David Randell         | 3,964  | 54.1 | N/A |
|                                    | Unioniste          | John Dillwyn-Llewelyn | 3,358  | 45.9 | N/A |
| Majorité                           | Majorité           | Majorité              | 606    | 8.2  | N/A |
| Participation                      | Participation      | Participation         | 7,322  | 67.2 | N/A |
| Électeurs Inscrits                 | Électeurs Inscrits | Électeurs Inscrits    | 10,896 |      |     |
|                                    | Libéral hold       | Libéral hold          | Swing  | N/A  |     |

| Élections générales de 1886: Gower, |              |               |                 |                 |                 |
| Parti                               | Parti        | Candidat      | Votes           | %               | ±               |
|                                     | Libéral      | Frank Ash Yeo | Sans opposition | Sans opposition | Sans opposition |
|                                     | Libéral hold |               |                 |                 |                 |

| Élections générales de 1885: Gower, |                                   |                       |        |      |     |
| Parti                               | Parti                             | Candidat              | Votes  | %    | ±   |
|                                     | Libéral                           | Frank Ash Yeo         | 5,560  | 72.6 | N/A |
|                                     | Unioniste                         | Henry Nathaniel Miers | 2,103  | 27.4 | N/A |
| Majorité                            | Majorité                          | Majorité              | 3,457  | 45.2 | N/A |
| Participation                       | Participation                     | Participation         | 7,663  | 72.6 | N/A |
| Électeurs Inscrits                  | Électeurs Inscrits                | Électeurs Inscrits    | 10,562 |      |     |
|                                     | Libéral Vainqueur (nouveau siège) |                       |        |      |     |